# Jagoda Marinić
Jagoda Marinić, hrvatsko-njemačka književnica, dramaturginja i novinarka. Rođena je 1977. godine u Waiblingenu u Njemačkoj. 
Diplomirala je u Heidelbergu političke znanosti, germanistiku i anglistiku.

## Djela
Do sada je objavila:
- Eigentlich ein Heiratsantrag. Geschichten, Suhrkamp, Frankfurt am Main 2001,
- Russische Bücher. Erzählungen, Suhrkamp, Frankfurt am Main 2005,
- Die Namenlose. Roman, Nagel & Kimche, Zürich 2007,
- Gebrauchsanweisung für Kroatien. Piper Verlag, München 2013,
- Restaurant Dalmatia. Roman, Hoffmann und Campe, Hamburg 2013,
- Made in Germany. Was ist deutsch in Deutschland? Hoffmann und Campe, Hamburg 2016,

Na hrvatski jezik prevedeni i obavljeni su romani:
- Bezimena. AGM & HMI, Zagreb 2009 i
- Restoran Dalmacija. Hena.com, Zagreb 2015.